# Gabrielle Giffords
Gabrielle Dee "Gabby" Giffords, ameriška političarka, članica ameriškega kongresa; * 8. junij 1970, Tucson, Arizona, Arizona, ZDA.
Giffordsova je članica Demokratske stranke. Novembra 2010 je bila že tretjič izvoljena v predstavniški dom ameriškega kongresa. Je tretja ženska v zgodovini Arizone, ki je postala kongresnica.
8. januarja 2011 je bila ena izmed žrtev strelskega napada pred veleblagovnico Safeway blizu rodnega Tucsona, kjer je imela politično zborovanje. Ustreljena je bila v glavo in v kritičnem stanju so jo prepeljali v bolnišnico. Po operaciji se še vedno nahaja v kritičnem stanju, a je njen zdravnik izrazil optimistično napoved za okrevanje.